# Crocodile (single)
Crocodile is de eerste single van het album Oblivion With Bells van Underworld. Het stond vier weken op nummer 1 in de Kink 40.

## Uitgaven

### CD: underworldlive.com, UWR000193 (UK)
1. "Crocodile (Radio Edit)" – 3:52
2. "Crocodile (Pete Heller Remix)" – 7:33
3. "Peach Tree" – 12:35

### CD: underworldlive.com, (UK/US) promo
1. "Crocodile (LP Version)" – 8:58
2. "Crocodile (Single Edit)" – 3:52
3. "Crocodile (Pete Heller Remix)" – 7:33
4. "Crocodile (Oliver Huntemann Remix)" – 8:35
5. "Crocodile (Oliver Huntemann Dub)" – 7:26

### CD: underworldlive.com, (UK) promo
1. "Crocodile (LP Version)" – 8:58
2. "Crocodile (Single Edit)" – 3:52
3. "Crocodile (Pete Heller Remix)" – 7:33
4. "Crocodile (Pete Heller Dub)" (bonus) – 7:27
5. "Crocodile (Oliver Huntemann Remix)" (bonus) – 8:35
6. "Crocodile (Oliver Huntemann Dub)" (bonus) – 7:26
7. "Crocodile (Innervisions Orchestra Remix)" – 10:27

### CD: PIAS, (AU) promo
1. "Crocodile (Single Edit)" – 3:52

### CD: Traffic, TRCP13 (JP)
1. "Crocodile (Radio Edit)" – 3:52
2. "Crocodile (Pete Heller Remix)" – 7:33
3. "Crocodile (Oliver Huntemann Remix)" – 8:35
4. "Crocodile (Oliver Huntemann Dub)" – 7:26

### CD: Traffic, TRPCD-1 (JP) promo
1. "Crocodile (Single Edit)" – 3:52

### 12": underworldlive.com, UWR-000019-4 (UK)
1. "Crocodile (Album Version)" – 8:58
2. "Crocodile (Oliver Huntemann Remix)" – 8:35

### 12": underworldlive.com, UWR-000019-4A (UK)
1. "Crocodile (Pete Heller Remix)" – 7:33
2. "Crocodile (Innervisions Orchestra Remix)" – 10:27